# James Davis (marin)
Pour les articles homonymes, voir James Davis (homonymie) et Davis.
James Davis (né vers 1575 en Angleterre - 16 février 1623 (?), à James City, Virginie) est un capitaine de navire et auteur anglais. Il fait partie de l'expédition de la Virginia Company of Plymouth qui établit la colonie de Popham de courte durée, également appelée « Northern Virginia ». 

## Colonie de Popham
Davis est le capitaine du navire Mary & John qui navigue vers le Nouveau Monde jusqu'à la côte du Maine. On pense qu'il est l'auteur d'un récit de ce voyage intitulé The Relation of a Voyage into New England begun from the Lizard, ye first of June, 1607. Il est le commandant du fort construit sur la rivière Kennebec, le 19 août 1607, par la Sagadahoc New England Colony (la colonie était composée de chevaliers et de gentilshommes de Bristol). 
La colonie de courte durée construit son fort et ses bâtiments en rondins près de l'actuelle Phippsburg, dans le Maine, en août 1607. Le Virginia, une pinasse est également construite pour démontrer le potentiel de construction navale de la nouvelle colonie. Lorsque la colonie de Popham ferme en 1608 en raison de la rigueur de l'hiver, le Virginia est l'un des navires à ramener les colons survivants en Angleterre, probablement commandée par Davis. 

## Colonie de Jamestown
Les archives suggèrent que Davis et le Virginia ont effectué au moins une autre traversée de l'Atlantique, de l'Angleterre à la colonie de Jamestown, plus réussie, un projet de la Virginia Company de Londres. Le Virginia était apparemment l'une des deux pinasses en remorque derrière l'un des plus gros navires de la troisième mission d'approvisionnement (Third Supply (en)) à Jamestown, qui quitte Plymouth en 1609. Ils rencontrent une tempête de 3 jours considérée comme un cyclone, entraînant le naufrage du navire amiral de la flotte, le Sea Venture, sur les récifs des Bermudes. 
Le Virginia survit à la tempête et, sous le commandement de Davis (accompagné de sa femme Rachel), arrive dans la colonie le 3 octobre 1609. Un possible frère, Robert, émigre également  en Virginie avec Davis. À ce moment-là, Davis assume le commandement de Fort Algernon à Point Comfort, où il survit au Starving Time (en) de 1609-10. Davis est conseiller de la colonie de Virginie du Nord. 
Le Virginie devient un refuge sûr lorsque les hostilités indiennes éclatent. Il est également employé pour aller à l'intérieur des terres pour soulager le fort Algernon et tenter de faire du commerce avec la confédération Powhatan. Au cours de ce voyage, Davis décapite deux Indiens et laisse leurs corps mutilés près du fort. Lors d'une autre incursion dans les terres, il détruit un village de Powhatan, brûle leur maïs et tue tous les hommes, femmes et enfants. Davis commande bientôt trois forts. 

## Carrière ultérieure
Davis est mentionné comme commandant des colons à Henrico, Virginie en 1616. La plupart des écrivains s'accordent à dire que Davis quitte son poste de responsable des forts de Coxendale, près du site actuel du fort de Henricus (en), et navigue pour l'Angleterre à bord du navire Treasurer, commandé par Samuel Argall en 1616. Il est à noter que John Rolfe et Pocahontas sont également à bord. Et il est probable qu'il retourne en Virginie en 1617 à bord du George; cela est suggéré par le fait que son fils Thomas cède des terres en Virginie quelques années plus tard pour les Headright (en) accumulés pour deux serviteurs sous contrat dont il a payé le passage sur le George cette année-là . 

## Mort
La date de la mort de Davis est incertaine. Certaines sources pensent que Davis faiit partie des personnes tuées (ou blessées) dans le massacre indien de 1622 le long de la rivière James lorsque 350 des personnes (ou un tiers de la population) sont tuées. Cependant, son nom ne figure pas sur les listes officielles des victimes de la Virginia Company. D'autres documents indiquent qu'il décède le 16 février 1623 dans sa plantation en Virginie. Cependant, il y en a aussi d'autres qui pensent[pas clair] qu'il vit 10 années de plus. 

## Sources
- Biographies - James Davis (Wash &   NoVa Company)